# Falcatelodes
Falcatelodes är ett släkte av fjärilar. Falcatelodes ingår i familjen silkesspinnare.
Kladogram enligt Catalogue of Life:
| Falcatelodes | \| \| Falcatelodes anava \| \| \| \| \| \| Falcatelodes laffonti \| \| \| \| |
|              | \| \| Falcatelodes anava \| \| \| \| \| \| Falcatelodes laffonti \| \| \| \| |
|              | Falcatelodes anava                                                           |
|              |                                                                              |
|              | Falcatelodes laffonti                                                        |
|              |                                                                              |